# Antsalova
Antsalova – miasto i gmina miejska (kaominina), będące stolicą dystryktu Antsalova w regionie Melaky na Madagaskarze.

## Geografia
Do miasta dochodzi droga RN 8a, prowadząca do Maintirano, a w pobliżu przepływa rzeka Maningoza.

## Demografia i gospodarka
W 2001 roku oszacowano liczbę jego mieszkańców na 15 752. W mieście dostępna jest edukacja podstawowa i wczesna średnia. 20% ludności pracującej trudni się rolnictwem, a 76% hodowlą. Główną rośliną uprawną jest tu ryż, a do innych należą kukurydza i maniok jadalny. 3% ludności trudni się dodatkowo połowem ryb, a 1% pracuje w branży usługowej.